# Okuje
Okuje falu Horvátországban Zágráb megyében. Közigazgatásilag Velika Goricához tartozik.

## Fekvése
Zágráb központjától 16 km-re délkeletre, községközpontjától 4 km-re délre, az A11-es autópálya mellett fekszik.

## Története
Területén már a bronzkorban éltek emberek. Az A11-es autópálya itt átvezető szakaszának régészeti munkái során bronzkori település maradványait tárták itt fel. Az ókori leletek az i. e. 1. századtól a 2. századig, a középkori leletek a 10. századtól a 15. századig terjednek. A település a Draskovichok vukovinai uradalmához tartozott. 1634-től 1709-ig a zágrábi klarissza nővérek birtoka volt.
1857-ben 169, 1910-ben 254 lakosa volt. Trianon előtt Zágráb vármegye Nagygoricai járásához tartozott. 2001-ben 437 lakosa volt.

## Lakosság
| Lakosság változása | Lakosság változása | Lakosság változása | Lakosság változása | Lakosság változása | Lakosság változása | Lakosság változása | Lakosság változása | Lakosság változása | Lakosság változása | Lakosság változása | Lakosság változása | Lakosság változása | Lakosság változása | Lakosság változása |
| ------------------ | ------------------ | ------------------ | ------------------ | ------------------ | ------------------ | ------------------ | ------------------ | ------------------ | ------------------ | ------------------ | ------------------ | ------------------ | ------------------ | ------------------ |
| 1857               | 1869               | 1880               | 1890               | 1900               | 1910               | 1921               | 1931               | 1948               | 1953               | 1961               | 1971               | 1981               | 1991               | 2001               |
| 169                | 162                | 166                | 196                | 216                | 254                | 278                | 305                | 324                | 336                | 366                | 368                | 343                | 384                | 437                |

## Nevezetességei
Krisztus Király tiszteletére szentelt kápolnája.

## Külső hivatkozások
- Velika Gorica hivatalos oldala
- Velika Gorica turisztikai egyesületének honlapja
- A Túrmező honlapja
- A zágrábi régészeti múzeum honlapja Archiválva 2011. december 29-i dátummal a Wayback Machine-ben